# Dilkea cuneata
Dilkea cuneata är en passionsblomsväxtart som beskrevs av Feuillet. Dilkea cuneata ingår i släktet Dilkea och familjen passionsblomsväxter. Inga underarter finns listade i Catalogue of Life.